# Paramoti
Paramoti är en kommun i Brasilien.   Den ligger i delstaten Ceará, i den östra delen av landet, 1 600 km nordost om huvudstaden Brasília. Antalet invånare är 11 308.
Omgivningarna runt Paramoti är huvudsakligen savann. Runt Paramoti är det ganska glesbefolkat, med 22 invånare per kvadratkilometer.